# بازی‌های آسیایی ۱۹۵۸
بازی‌های آسیایی ۱۹۵۸، به‌طور رسمی سومین دوره بازی‌های آسیایی (به ژاپنی: 第۳回アジア競技大会) و یک رویداد چند ورزشی بود که از ۲۴ مه تا ۱ ژوئن ۱۹۵۸ در توکیو، ژاپن توسط فدراسیون بازی‌های آسیایی برگزار شد. در این مسابقات که با عنوان توکیو ۱۹۵۸ هم شناخته می‌شود، در مجموع ۱۸۲۰ ورزشکار به نمایندگی از ۲۰ کمیته ملی المپیک آسیا (NOC) در این بازی‌ها شرکت کردند. این مسابقات در ۱۳ رشته ورزشی مختلف شامل ۹۷ رویداد برگزار شد. چهار ورزش غیر المپیکی شامل جودو، تنیس روی میز، تنیس و والیبال در این مسابقات حضور داشتند. البته مسابقات جودو به صورت غیررسمی برگزار شد و شامل بازی‌های رسمی این دوره نبود. چهار مورد از رقابت‌های ورزشی این دوره - هاکی روی چمن، تنیس روی میز، تنیس و والیبال - برای اولین بار در بازی‌های آسیایی حضور داشتند.
ژاپن برای نخستین بار میزبان بازی‌های آسیایی بود.

## نکته
بازی‌های آسیایی یک رویداد چند ورزشی است مانند المپیک تابستانی (البته در مقیاسی بسیار کوچکتر)، که با حضور کشورهای آسیایی برگزار می‌شود. نسخه اول در سال ۱۹۵۱ در پایتخت هند، دهلی نو برگزار شد و ۴۸۹ ورزشکار رقیب از ۱۱ کشور آسیایی را به سوی خود جلب کرد.

## ورزش‌ها
برنامه بازی‌های توکیو ۱۹۵۸ شامل ۱۳ رشته ورزشی مختلف بود که به ۹۷ رویداد تقسیم شده بود. چهار مورد از این ورزش‌ها - جودو، تنیس روی میز، تنیس و والیبال - در آن زمان در حوزه ورزش‌های المپیکی قرار نداشتند. بدمینتون که به عنوان یک ورزش، حضوری نمایشی و غیررسمی در سومین دوره بازی‌ها داشت، از سال ۱۹۶۲ و بعد از آن، در بازی‌های آسیایی به عنوان یک ورزش رقابتی رسمی حضور یافت. رشته ورزشی جودو نیز به عنوان یک ورزش اصیل ژاپنی، در توکیو ۱۹۵۸ حضوری نمایشی و غیررسمی داشت.

### رشته‌ها
| - دو و میدانی (۳۱) - بسکتبال (۱) - بوکس (۱۰) - دوچرخه‌سواری جاده (۲) - دوچرخه‌سواری پیست (۴) - شیرجه (۴) | - هاکی روی چمن (۱) - فوتبال (۱) - تیراندازی (۶) - شنا (۲۱) - تنیس روی میز (۷) | - تنیس (۵) - والیبال (۲) - واترپلو (۱) - وزنه‌برداری (۱) - کشتی (۸) |

## حمل مشعل
سنت حمل مشعل، با الهام از بازی‌های المپیک، برای اولین بار در بازی‌های آسیایی در سال ۱۹۵۸ برگزار شد. مشعل مسابقات در کشور میزبان، ژاپن، از اوکیناوا به جزیره کیوشو منتقل شد. اوکیناوا در آن زمان تحت اختیار دولت ایالات متحده بود. در مراسم افتتاحیه، آتشکده بازی‌ها توسط نخستین مدال آور طلای المپیک ژاپن و اولین قهرمان المپیک قاره آسیا در یک رشته انفرادی، میکیو اودا، روشن شد.

## کشورهای شرکت‌کننده

کشورهای شرکت‌کننده

در مجموع ۱۸۲۰ ورزشکار به نمایندگی از ۲۰ کشور عضو فدراسیون بازی‌های آسیایی در این بازی‌ها شرکت کردند که این تعداد شرکت کننده بیشترین رکورد در تاریخ رقابت‌ها بود. تعداد کشورهای شرکت کننده نیز در مقایسه با دو نسخه اول بازی‌ها بیشتر بود.
هیئت تایلندی در ۲۲ مه ۱۹۵۸ در توکیو جلسه‌ای برگزار کرد که برای حضور در آن دعوت‌نامه‌هایی به نمایندگان مالزی، برمه و لائوس ارسال شده بود. دستور کار این جلسه بحث در مورد امکان تشکیل یک رویداد چند ورزشی منطقه‌ای در امتداد بازی‌های آسیایی برای کشورهای جنوب شرقی آسیا بود. به این ترتیب بازی‌های شبه جزیره جنوب شرقی آسیا (بازی‌های SEAP) که سپس به بازی‌های جنوب شرقی آسیا تغییر نام داد، تأسیس شد و اولین دوره بازی‌های SEAP هم در سال ۱۹۵۹ در بانکوک، تایلند برگزار شد.
| - افغانستان - میانمار - کامبوج - سیلان - هنگ کنگ - هند - اندونزی - ایران - اسرائیل - ژاپن | - مالایا - نپال - شمال بورنئو - پاکستان - فیلیپین - چین - سنگاپور - کره جنوبی - ویتنام جنوبی - تایلند |

## مراسم افتتاحیه
بازی‌های توکیو ۱۹۵۸ در ۲۴ مه ۱۹۵۸ در ورزشگاه ملی المپیک برگزار شد. از جمله مقامات و میهمانان حاضر در این مراسم، امپراتور ژاپن، هیروهیتو، ولیعهد، آکیهیتو و شاه ایران، محمدرضا پهلوی بودند. حدود ۷۰ هزار نفر در مراسم افتتاحیه در ورزشگاه حضور داشتند.

## تقویم
| اف | افتتاحیه | ● | رویدادهای مقدماتی | ۱ | رویدادهای نهایی | اخ | اختتامیه |

| مه / ژوئن ۱۹۵۸    | ۲۴ شنبه | ۲۵ یک | ۲۶ دو | ۲۷ سه | ۲۸ چهار | ۲۹ پنج | ۳۰ آدینه | ۳۱ شنبه | ۱ یک | نشان‌های طلا |
| ----------------- | ------- | ----- | ----- | ----- | ------- | ------ | -------- | ------- | ---- | ----------- |
| مراسم‌ها           | اف      |       |       |       |         |        |          |         | اخ   |             |
| دو و میدانی       |         | ۵     | ۶     | ۶     | ۵       | ۹      |          |         |      | ۳۱          |
| بسکتبال           |         | ●     | ●     | ●     | ●       | ●      | ●        | ●       | ۱    | ۱           |
| بوکس              |         |       |       |       | ●       | ●      | ●        | ۱۰      |      | ۱۰          |
| دوچرخه‌سواری جاده  |         |       |       |       |         |        |          |         | ۲    | ۲           |
| دوچرخه‌سواری پیست  |         | ●     | ۱     | ●     | ۲       |        | ۱        |         |      | ۴           |
| شیرجه             |         |       |       |       | ۱       | ۱      | ۱        | ۱       |      | ۴           |
| هاکی روی چمن      |         | ●     | ●     | ●     | ●       |        | ۱        |         |      | ۱           |
| فوتبال            |         | ●     | ●     | ●     | ●       |        | ●        | ●       | ۱    | ۱           |
| تیراندازی         |         | ۱     | ۲     | ۱     | ●       | ۱      | ۱        |         |      | ۶           |
| شنا               |         |       |       |       | ۶       | ۵      | ۵        | ۵       |      | ۲۱          |
| تنیس روی میز      |         | ●     | ●     | ۱     | ۱       | ●      | ●        | ۵       |      | ۷           |
| تنیس              |         | ●     | ●     | ●     | ●       | ۲      | ۳        |         |      | ۵           |
| والیبال           |         | ●     | ●     | ●     | ●       | ●      | ●        | ۲       |      | ۲           |
| واترپلو           |         |       |       |       | ●       | ●      | ●        | ۱       |      | ۱           |
| وزنه‌برداری        |         | ۲     | ۲     | ۲     | ۲       |        |          |         |      | ۸           |
| کشتی              |         | ●     | ●     | ۸     |         |        |          |         |      | ۸           |
| مجموع نشان‌های طلا |         | ۸     | ۱۱    | ۱۸    | ۱۷      | ۱۸     | ۱۲       | ۲۴      | ۴    | ۱۱۲         |
| مه / ژوئن ۱۹۵۸    | ۲۴ شنبه | ۲۵ یک | ۲۶ دو | ۲۷ سه | ۲۸ چهار | ۲۹ پنج | ۳۰ آدینه | ۳۱ شنبه | ۱ یک | نشان‌های طلا |

## جدول مدال‌ها
*   کشور میزبان (ژاپن)
| رتبه            | کشور               | طلا | نقره | برنز | مجموع |
| --------------- | ------------------ | --- | ---- | ---- | ----- |
| ۱               | ژاپن (JPN)*        | ۶۷  | ۴۱   | ۳۰   | ۱۳۸   |
| ۲               | فیلیپین (PHI)      | ۸   | ۱۹   | ۲۱   | ۴۸    |
| ۳               | کره جنوبی (KOR)    | ۸   | ۷    | ۱۲   | ۲۷    |
| ۴               | ایران (IRI)        | ۷   | ۱۴   | ۱۱   | ۳۲    |
| ۵               | چین (ROC)          | ۶   | ۱۱   | ۱۷   | ۳۴    |
| ۶               | پاکستان (PAK)      | ۶   | ۱۱   | ۹    | ۲۶    |
| ۷               | هند (IND)          | ۵   | ۴    | ۴    | ۱۳    |
| ۸               | ویتنام جنوبی (VNM) | ۲   | ۰    | ۴    | ۶     |
| ۹               | میانمار (BIR)      | ۱   | ۲    | ۱    | ۴     |
| ۱۰              | سنگاپور (SGP)      | ۱   | ۱    | ۰    | ۲     |
| ۱۱              | سیلان (CEY)        | ۱   | ۰    | ۱    | ۲     |
| ۱۲              | تایلند (THA)       | ۰   | ۱    | ۳    | ۴     |
| ۱۳              | اندونزی (INA)      | ۰   | ۰    | ۶    | ۶     |
| ۱۴              | مالایا (MAL)       | ۰   | ۰    | ۳    | ۳     |
| ۱۵              | اسرائیل (ISR)      | ۰   | ۰    | ۲    | ۲     |
| ۱۶              | هنگ کنگ (HKG)      | ۰   | ۰    | ۱    | ۱     |
| مجموع (۱۶ کشور) | مجموع (۱۶ کشور)    | ۱۱۲ | ۱۱۱  | ۱۲۵  | ۳۴۸   |